# Bukoč
Bukoč, Orao ribič (lat. Pandion haliaetus), često i orao ribar, je grabljivica iz reda jastrebovki. Jedna je od dviju vrsta roda Pandion, porodice Pandionidae. Nacionalna je ptica države Nova Škotska (Kanada).

## Opis
Ova se vrsta razlikuje nekim osobinama od ostalih orlova kojima su najčešći plijen kopnene životinje.
Gnijezdi se na stablima ili na nekom visokom stupu. U godini ima samo jedno leglo, s dva do četiri jaja.

## Prehrana
Ova se vrsta orla specijalizirala za lovljenje riba, koje čine 99% njegove prehrane, ali je dokazan i povremeni ulov vodenih ptica, riječnoga raka, a na Floridi i mladog aligatora. Da bi ulovio ribu, orao se velikom brzinom obrušava prema plijenu i hvata ga kandžama. Perje mu je smeđe boje.

## Ostali projekti
|  | Zajednički poslužitelj ima još gradiva o temi Bukoč |
|  | Wikivrste imaju podatke o taksonu Bukoču            |